# مسجد الحاج سميع
مسجد الحاج سميع هو مسجد تاريخي يعود إلى عصر القاجاريون، ويقع في رشت.